# Eupithecia magnifica
Eupithecia magnifica är en fjärilsart som beskrevs av András Vojnits och De Laever 1973. Eupithecia magnifica ingår i släktet Eupithecia och familjen mätare. Inga underarter finns listade i Catalogue of Life.